# Крейг Фергюсон
Крейг Фергюсон (англ. Craig Ferguson; нар. 17 травня 1962, Глазго, Велика Британія) — британський та американський тележурналіст, шоумен, ведучий телевізійних програм.
З 2005 по 2014 роки вів програму «Найпізніше шоу з Крейгом Фергюсоном» (англ. The Late Late Show with Craig Ferguson) на телеканалі CBS.
Знявся в фільмі 2020 року «Другий шанс на кохання».